# 李海仁
林李智（韓語：임이지，1986年5月27日（农历4月19日）—），韓國女藝人，現為YouTuber、演員。

## 演藝經歷
2005年拍攝EPSON印表機廣告首次亮相，其後亦有參與電視劇出演，首部出演的電視劇為《加油！菊花》。2012年5月18日，所屬女子組合Gangkiz出道，於2013年3月退出組合。
2020年9月4日，林李智改變純情形象，於個人頻道中改以性感打扮演奏樂器。

## 演出作品

### 電視劇
- 2006年：KBS《加油！菊花》
- 2007年：MBC《H.I.T》
- 2010年：MBC《黃金魚》飾演 徐茱希
- 2011年：MBN《吸血鬼偶像》飾演 海仁
- 2012年：SBS《五指》飾演 夏曉律
- 2012年：富士電視台《大搜查線 THE LAST TV 上班族刑警與最後的棘手事件》
- 2013年：KBS《至誠感天》飾演 李藝璘
- 2014年：KBS《感激時代：鬪神的誕生》飾演 鮮于珍
- 2015年：SBS《魔女之城》飾演 文姬在
- 2018年：tvN《致忘了詩的你》飾演 職業治療師（特別演出）

### MV
- 2013年：T-ara《比基尼》

### 電影
- 2011年：Quick（朝鲜语：퀵 (영화)）
- 2016年：女人戰爭：搬來的男人
- 2019年：黑幫（電影）（朝鲜语：깡패들）

### 綜藝
- 2024年：Couple Palace 情侶宮殿

## 音樂作品
所屬團體之共同作品，請參閱 Gangkiz。

## 外部連結
- youtube（页面存档备份，存于）
- instagram（页面存档备份，存于）
- afreecatv（页面存档备份，存于）
- 李海仁的X（前Twitter）